# Johannesakten
Bei den Johannesakten oder lateinisch Acta Ioannis, abgekürzt AJ oder ActJoh, handelt es sich um eine fragmentarisch erhaltene apokryphe und pseudepigraphe, besser außerkanonische Apostelgeschichte, die die Taten des Apostels Johannes beschreibt. Der originale griechische Titel wechselt zwischen Πράξεις ᾿Ιωάννου (Taten des Johannes) und Περίοδοι τοῦ ᾿Ιωάννου (Die Reisen des Johannes).

## Entstehungsort und Entstehungszeit, frühe Belege
Die Johannesakten werden zum ersten Mal sicher zitiert vom Manichäischen Psalmenbuch aus dem letzten Drittel des 3. Jahrhunderts. Dieses deutet auf eine Entstehung und Verbreitung im syrischen Raum. Bezug auf die Johannesakten hat auch das syrische Werk Liber graduum, das mitteilt, dass Johannes eines natürlichen Todes gestorben sei. Aussagen aus den Johannesakten finden sich im 13. Jahrhundert auch fast wörtlich wieder bei Gregorius Bar-Hebraeus (1225/26 – 1286), im Buch des Leuchters des Allerheiligsten, der aus einer sehr viel älteren Quelle zitiert.
Eusebius von Caesarea bezeugt es im griechischen Bereich zum ersten Mal zusammen mit den Andreasakten und den anderen Apostelakten als apokryphe Literatur. Epiphanios schreibt in seinem Panarion, dass die Enkratiten die Andreas-, Johannes- und Thomasakten verwenden. Amphilochius von Ikonium setzte sich in einer nicht erhaltenen Schrift mit den Johannesakten auseinander. Die Existenz des Werks ist durch eine Bezugnahme bei dem 2. Konzil von Nicäa (787) belegt. Ein Zitat gibt es auch in den Philippusakten. Die wahrscheinlich ursprünglich auf Griechisch verfasste Passio Joannis entstand ca. Mitte des 5. Jh. angeblich unter dem Namen des Bischofs Melito von Laodikeia, sie greift Erzählungen aus den Johannesakten auf und überarbeitet sie, jedoch ist es möglich, dass diese Schrift nicht direkt auf die Johannesakten zugegriffen hat, sondern isoliert umlaufende Materialien aus den Johannesakten benutzt hat.
Im lateinischen Raum beginnt die Bezeugung erst gegen Ende des vierten Jahrhunderts in Form der Sammlung der manichäischen Apostelakten so z. B. bei Filastrius von Brescia und Faustus von  Mileve, sowie bei Augustinus. Die Schrift wurde benutzt in spanischen Kreisen der Priscillianisten im monarchianischen Johannesprolog und im Pseudo-Titus-Brief.
Insgesamt sind die Johannesakten zum ersten Mal sicher fassbar im letzten Drittel des 3. Jh. als Teil der manichäischen Sammlung apokrypher Apostelakten. Den frühesten Kirchenmännern ist das Werk nur als sektiererische Schrift bekannt, sie zirkulierte jedoch auch in christlichen Sondergruppen des kleinasiatischen und syrischen Raumes. Im Westen wurde die Schrift durch die Manichäer noch im 4. Jh. bekannt und benutzt in priscillianischen Kreisen im aquitanisch-gallischen Raum, aber die Spur verliert sich im Westen im 5. Jh.
Ein Teil des Werks, darunter die Evangeliumsverkündigung (Kap 94–102) bestehend aus dem Tanzhymnus und der Offenbarung des Kreuzesgeheimnisses, sowie Kapitel 109, das Eucharistiegebet der Metastasis wurde nach Junod und Kaestli einem valentinianischen syrischen Kreis zugeordnet, die restlichen Teile jedoch einem heidenchristlichen ägyptischen Milieu der zweiten Hälfte des 2. Jahrhunderts, wobei die Einarbeitung der gnostischen Teile im dritten Jahrhundert erfolgte.
Schäferdiek hält das erste Drittel des 3. Jahrhunderts für die wahrscheinlichste Entstehungszeit der Johannesakten, hält es aber für möglich, dass ältere Teile aus der Tradition entnommen wurden. Den Entstehungsort sucht er in Ostsyrien, wahrscheinlich in Edessa.

## Verfasser
Als Verfasser wird von den antiken Autoren verschiedentlich Leucius Charinus genannt. Im fiktiven Prolog des Pseudo-Matthäus-Evangeliums der Textfamilie A schreibt angeblich Hieronymus an die Bischöfe Chromatius und Heliodoros von Trikka in Thessalien, dass ein Schüler des Leucius die Apostelakten in verfälschter Manier herausbrachte. Leucius soll ein Schüler des Apostels Johannes gewesen sein, jedoch ist es äußerst unwahrscheinlich, dass die Schrift von diesem Schüler stammt, wenn es jemals einen Schüler dieses Namens gegeben hat. Die Johannesakten wurden als Pseudepigraphie bzw. unter dem Pseudonym dieses Johannesschülers geschrieben. Leider ist die Einleitung des Werks nicht erhalten, jedoch wird angenommen, dass dort Leucius als Gewährsmann für diese Schrift genannt wurde. Von dort aus wurde die Verfasserschaft auf die übrigen Schriften der manichäischen Sammlung der Apostelakten übertragen.

## Überlieferung
Leo der Große verurteilt die apokryphen Schriften der Apostelakten, damit auch die Johannesakten in einem Schreiben an Turibius von Astorga im Jahr 447 n. Chr. Die fünfte Sitzung des zweiten Konzil von Nicäa verurteilt die Johannesakten 787 und beschließt, dass dieses Buch nicht abgeschrieben werden soll und vorhandene Exemplare dem Feuer übergeben werden sollen. Dieses erklärt gut, warum die Schrift nicht mehr vollständig erhalten ist. Einesteils ist diese Synode ursächlich für die fragmentarische Überlieferung des Werks, jedoch bewahren die Konzilsakten andererseits auch Zitate und Inhaltsangaben dieser Schrift, so dass sie eine wichtige sekundäre Quelle und eine Parallelüberlieferung sind. Nach der Stichiometrie des Nikephorus umfasst der heute noch erhaltene Bestand ungefähr 70 Prozent der ursprünglichen Schrift im Umfang von 2500 Stichen. Nachdem die Schrift offiziell verboten wurde, wurden Teile davon in diverse andere Hagiographien eingearbeitet, vor allem in die Johannesakten des Pseudo-Prochoros.

### Syrisch
Da der angenommene Entstehungsort Syrien ist, gibt es eine gewisse Wahrscheinlichkeit, dass das Werk ursprünglich auf Syrisch abgefasst wurde, aber dann recht schnell ins Griechische übersetzt wurde. Der einzige heute bekannte syrische Textzeuge der Metastasis beruht jedoch auf einer Übersetzung aus dem Griechischen. Eine weitere nicht erhaltene syrische Textfassung bildete die Grundlage einer Übersetzung ins Arabische.

### Griechisch
Der noch erhaltene griechische Text ist heute hauptsächlich in mehreren Teilen in hagiographischen Sammelwerken erhalten und repräsentiert die älteste noch erreichbare Textgestalt, nachdem vom möglicherweise zugrunde liegenden syrischen Text nichts mehr übrig ist. Eine wichtige, jedoch heute veraltete Textausgabe der griechischen Fassung erfolgte 1898 durch Richard Adelbert Lipsius und Maximilian Bonnet. Die Kapitel 1–17 der Lipsius-Ausgabe umfassen eine Schrift unter dem Titel Πράξεις τοῦ ἀποςτόλου καὶ εὐαγγελστοῖ Ίωάννου τοῦ θεολόγου (Taten des Apostels und Evangelisten Johannes des Theologen), die nicht zum ursprünglichen Textbestand der Johannesakten gehört. Die Kapiteleinteilung von Lipsius und Bonnet wurde jedoch seitdem in der Literatur beibehalten, so dass die eigentliche Schrift somit mit Kapitel 18 beginnt.
Es gibt vier hauptsächliche Überlieferungskomplexe:
1. AJ Kapitel 18–36;37–55;58–86; und 106–115. Diese Teile wurden einer Rezension der Johannesakten des Pseudo-Prochoros eingefügt.[11]
2. Aus einer armenischen Übersetzung der Pseudo-Prochorus-Akten ergibt sich ein weiteres Stück AJ Kapitel 56 bis 57.
3. Die sogenannte Metastasis der Johannesakten AJ 106–115 wurde sowohl in den Pseudo-Prochorus-Akten, als auch mehrfach isoliert überliefert. Die Metastasis schildert das natürliche Ableben des Apostels und sein Begräbnis. Die Metastasis ist der am weitesten verbreitete Teil und ist in drei verschiedenen Textformen bekannt. Sie bildet einen Teil der Akten des Johannes in Rom und liegt außerdem in diversen alten Übersetzungen vor.
4. Die sogenannte Evangeliumsverkündigung des Johannes AJ 67–105 ist erst im Jahr 1319 unter dem Titel Wunderbarer Bericht von den Taten und dem Gesicht, welches der heilige Johannes der Theologe geschaut hat in eine hagiographische Sammelhandschrift aufgenommen worden.

Einzelne Textstücke gibt es in Parallelüberlieferung aus den Konzilsakten des zweiten Konzils von Nizäa, dazu gehören Kapitel 27 und ein Teil von Kapitel 28, Kapitel 93 und ein Teil von 94, Kapitel 97 und ein Teil von 98.
Aus dem ägyptischen Oxyrhynchos stammt ein halbes ausgegrabenes Blatt P. Oxy 850, ein griechisches Oxyrhynchus Papyrus aus dem 4. Jahrhundert. Im Liber Flavus Fergusiorum (Cod. 23 0 48 an der Royal Irish Academy in Dublin) befindet sich das Werk Beatha Eoin Bruinne, darin befinden sich auf Folio 33 Teile genau von der in P. Oxy 850 geschilderten Episode aus dem Lateinischen übersetzt ins Frühneuirische von Uidhisdín Mac Raighin († 1405). Dieses Stück aus dem Frühneuirischen und aus P. Oxy 850 ist bei Lipsius nicht berücksichtigt, die Kapitelangaben sind gemäß dem irischen Manuskript Liber Flavus Fergusiorum. In dieser Episode wird berichtet, dass Johannes eine Wagenladung Stroh in Gold verwandelt und anschließend in den Fluss wirft, aus Verachtung gegenüber materiellen Gütern.

### Lateinisch
Eine lateinische Übersetzung der Johannesakten ist aus dem Ende des 4. Jahrhunderts bezeugt. Augustin zitiert aus dem Hymnus Christi aus einem pricillianistischen Werk, ebenso kann der Pseudo-Titus-Brief als indirektes Zeugnis angesehen werden, denn dort finden sich drei Zitate.
Direkt auf Latein überliefert sind AJ 63–86 und die Metastasis AJ 106–115. Diese Stücke sind eingebettet in die Virtutes Johannis, einer hagiographischen Zusammenstellung aus dem 6. Jahrhundert, die wiederum auf der lateinischen Fassung der Passio Johannis des Melito von Laodikeia beruht, die um weitere Teile ergänzt wurde. Die lateinische Fassung ist auch die Vorlage zu dem frühneuirischen Stück des Uighidin Mac Raighin.

### Weitere Sprachen
Eine armenische Übersetzung aus dem 5. Jahrhundert beruht auf einer griechischen Vorlage. Diese Übersetzung wurde in sogar in einige armenische Bibelhandschriften aufgenommen. Es existiert eine koptisch-sahidische Übersetzung, die vermutlich aus dem 6. Jahrhundert stammt. Es gibt außerdem noch eine koptisch-bohairische Übersetzung, die in einer Handschrift aus dem Makarioskloster in Wadi Natrun überliefert ist. Sie enthält die Metastasis, die in einer ägyptischen Sammlung von Apostelakten eingebettet wurde. Eine georgische Übersetzung des 6. Jahrhunderts taucht als Teil der Pseudo-Prochosrus-Akten auf. Es gibt die Metastasis in zwei arabischen Fassungen, wovon eine aus dem Syrischen, die andere aus der koptisch-bohairischen Version stammt. Die Übersetzung ins Äthiopische beruht auf dem Arabischen und stammt frühestens aus dem frühen 14. Jahrhundert. Eine altslawische Übersetzung beruht nicht auf den Johannesakten, sondern auf Pseudo-Prochorus.

## Inhalt
Die Rekonstruktion von Lipsius und Bonnet ist veraltet und die Fragmente werden nach einer anderen Reihenfolge angeordnet, die Kapitelzählung bleibt jedoch nach der Ausgabe von Lipsius und Bonnet. Der Inhalt ist nicht komplett erhalten, insbesondere vom Anfang fehlt ein Stück. Zu Beginn des Werks war wahrscheinlich der fiktive Johannesschüler Leucius als Verfasser der Akten genannt. Wahrscheinlich wird in diesem Stück die Reise des Apostels nach Milet und sein dortiger Aufenthalt berichtet. Ausgangspunkt der Reise ist wahrscheinlich Jerusalem.  In Kapitel 18, mit dem der erhaltene Teil anfängt, ist Johannes unterwegs nach Ephesus und erlebt eine göttliche Vision ähnlich der, von der in der Apostelgeschichte des Lukas über Paulus berichtet wird.
Es gibt sieben Wundergeschichten:
1. Die Heilung und Auferweckung von Lykomedes und Kleopatra (19–25)
2. Die Heilung der alten Frauen (30–32 und 37,1–2). Eingeschoben in diese Geschichte sind längere Diskussionen
3. Zerstörung des Artemistempels (37–45)
4. Die Auferweckung des Priesters des Artemis-Tempels (46–47)
5. Die Bekehrung des Vatermörders und die Auferweckung des toten Vaters (48–54)
6. Die gehorsamen Wanzen (60–61)
7. Drusiniana und Kallimachos (63–86)

In Kapitel 26–29 wird vom Bild des Johannes berichtet, das Bild wird bekränzt und hat Leuchter und Altäre. In Kapitel 87–105 findet sich die sogenannte Evangeliumsverkündigung des Johannes. Darin enthalten ist der sogenannte Hymnus Christi in Kapitel 94–96. An den Hymnus schließt sich die Offenbarung des Kreuzesgeheimnisses an in Kapitel 97–102, bevor die abschließenden Ermahnungen in 103–105 dieses Stück abschließen. Der Hymnus hat eine eigene Form und ragt aus der Erzählung heraus, so dass schon vermutet wurde, dass hier eine Tradition aufgenommen ist. Nach diesem Stück besteht eine Lücke.
Die Metastasis in Kap 106–115 beschreibt wie Johannes seine Jünger zusammenruft und mit ihnen die Eucharistie feiert. Anschließend lässt Johannes ab 111 auf dem Friedhof eine Grube ausheben, dort hinein legt er seine Kleider und spricht lange Gebete. In Kapitel 115 legt er sich in die Grube und stirbt in Frieden. 
Das Stück aus Beath Eoin Bruinne und P. OXy 850 lässt sich nicht mehr genau einer Stelle zuordnen. Es müsste irgendwo zwischen den Episoden stehen, jedoch ist nicht mehr klar, wo genau.